# Air Caen
Air Caen était une ancienne compagnie aérienne régionale française dite de 3e niveau, basée sur l'aéroport de Caen dans le département du Calvados en Normandie, effectuant du transport à la demande et des liaisons aériennes régulières.

## Histoire
La "Société Aéronautique Air Caen", du nom commercial "Air Caen", a été créée en 1949 par Marcel Vauvrecy, ancien Maire de Montigny et conseiller général du Calvados,  comme compagnie effectuant des vols à la demande, du charter, des travaux aériens (dont photographies aériennes), des activités de parachutages et une école de pilotage.
Elle avait son siège sur la commune de Montigny dans le Calvados et sa base opérationnelle sur l'aéroport de Caen-Carpiquet,,.
La compagnie possédait également la station-service aérodrome de l'aéroport de Caen (entretien et réparation des avions),,,.
Elle possédait également une école de pilotage,, mono et bimoteurs comme le Gémini.
En 1953, elle avait été autorisée à effectuer des liaisons régulières de passagers et de marchandises entre Caen et les Iles Anglo-Normandes (Jersey et Guernesey) permettant le lien vital entre les Iles et le continent.
Le 23 janvier 1956, elle faisait partie des neuf entreprises privées du transport aérien commercial agréées par le Général Corniglion-Molinier, ministre des Travaux Publics. Air Caen était autorisée à effectuer des liaisons régulières de passagers et de marchandises entre Caen et les Iles Anglo-Normandes (Jersey et Guernesey). 
En 1956, Air Caen avait transporté 328 passagers entre Caen et Jersey et deux tonnes de camembert. Elle travaillait en accord avec Air Jersey (Jersey Airlines),. 
En 1960, elle avait transporté 147 passagers, effectué 904 parachutages, 87 heures 15 de vol et effectuait toujours la liaison Caen - Jersey. Elle disposait d'un pilote, trois mécaniciens et une secrétaire ainsi que six avions (un DH-89, deux Gemini Miles, deux Stampe et un Auster. Elle avait deux hangars de 500 m² dont un pour l'entretien des avions. 
Le 15 juillet 1960, Le ministère des Travaux Publics et des Transports classaient Air Caen parmi les 27 compagnies aérienne privées assurant le transport de passagers.  
En 1967, la flotte d'Air Caen était composée d'un Dragon Rapide, d'un Gémini Miles, de deux Stampe SV4, d'un Auster M-V et de deux Piper.    
Marcel Vauvrecy avait quant à lui son propre Jodel D-120 immatriculé F-BHYP.   

## Le réseau
- Caen - Jersey
- Caen - Guernesey

## Flotte
La compagnie a eu en flotte :
- Miles Gemini M 65-1A[1],[29],[30] (4 places), immatriculé F-BGTM[31],
- Auster Mark V (4 places)[32], immatriculé F-BHCO[33],
- De Havilland DH-89 Dragon Rapide (8 places) immatriculé F-BFPU[31],[34] et nommé "Ville de Caen"[35],[36],[37],
- Stampe et Vertongen SV-4C[38],[39] immatriculés F-BFLN[40], F-BCFF[41],[42], F-BCLN[43], F-BEEJ[44],[45]
- Nord-Aviation Norécrin[46]
- Piper PA-12 (3 places)[47]
- Piper J-3[48]